# 長島昭久
長島 昭久（ながしま あきひさ、1962年〈昭和37年〉2月17日 - ）は、日本の政治家。自由民主党所属の衆議院議員（8期）。内閣総理大臣補佐官（国家安全保障に関する重要政策及び核軍縮・不拡散問題担当）、自由民主党組織運動本部長代理。日本スケート連盟会長。
防衛副大臣（野田第3次改造内閣）、内閣総理大臣補佐官（外交及び安全保障担当）（野田内閣・野田第1次改造内閣・野田第2次改造内閣）、防衛大臣政務官（鳩山由紀夫内閣・菅直人内閣）、衆議院安全保障委員長、同拉致問題特別委員長、同東日本大震災復興特別委員長、自由民主党政務調査会副会長、同党国際局長代理、希望の党政策調査会長（第2代）、地域政党未来日本代表、民主党国民運動委員長、同副幹事長、同国会対策副委員長、同政策調査会副会長などを歴任。

## 経歴

### 生い立ち
神奈川県横浜市生まれ（現住所は東京都府中市寿町1丁目）。幼稚舎から一貫して慶應義塾で学び、慶應義塾大学法学部法律学科及び政治学科を卒業。1988年、慶應義塾大学大学院法学研究科修士課程（憲法学）を修了。指導教授は小林節だった。
1990年から3年間石原伸晃衆議院議員の公設秘書を務める。1992年、大前研一が創設した平成維新の会に参加。
1993年、アメリカ合衆国テネシー州のヴァンタービルト大学で客員研究員を務めた。1995年、ワシントンDCのジョンズ・ホプキンス大学高等国際問題研究大学院（SAIS）で学び、国際関係論と国際経済学で修士号を取得する。1997年、アメリカ合衆国外交問題評議会研究員（アジア政策担当）に就任。2000年、上席研究員（非常勤）に昇任し、ジョンズ・ホプキンス大学ライシャワー東アジア研究所の客員研究員を兼務する。その後、東京財団主任研究員を務めた。

### 衆議院議員

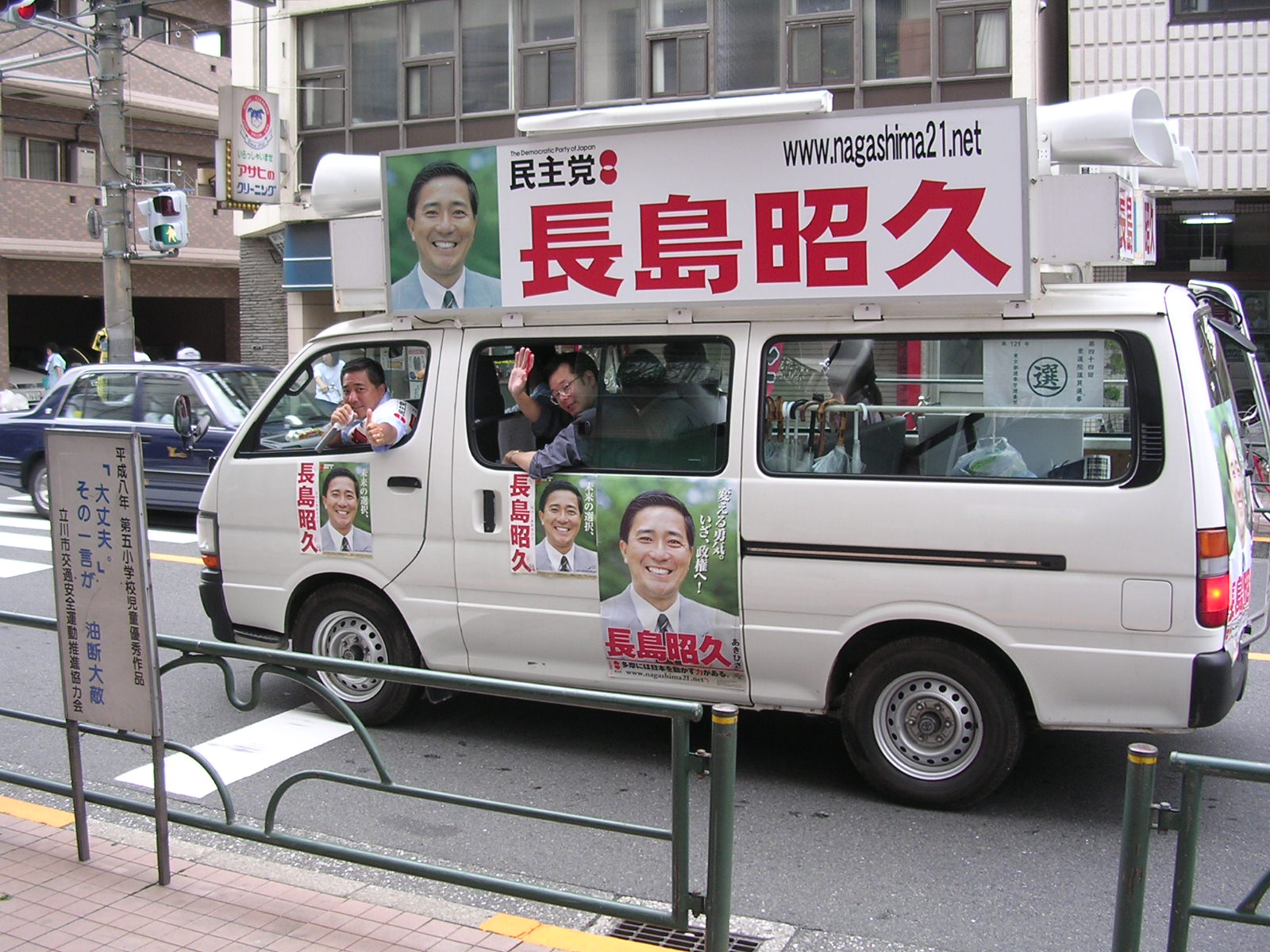
民主党時代の長島（2005年）

#### 民主党・民進党時代
2000年9月に帰国。
2000年、衆議院東京21区の補欠選挙に民主党公認で立候補するも落選。3年間の浪人生活を経る。2003年、第43回衆議院議員総選挙に東京21区から民主党公認で立候補し、初当選を果たした。当選後は菅直人が主宰する国のかたち研究会に所属。なお、東京21区には、中選挙区時の菅の選挙区である旧東京7区が含まれ、菅直人と妻の伸子は支援者を紹介するなど選挙のノウハウを手ほどきしていた。同年、慶應義塾大学大学院法学研究科で非常勤講師（国家安全保障政策担当）。
2005年9月11日の第44回衆議院議員総選挙では小選挙区で敗れるも重複立候補していた比例東京ブロックで復活当選となり、再選される。同年9月12日、民主党代表の岡田克也が、総選挙大敗の責任をとり辞任を表明。岡田の辞任に伴う代表選挙（9月17日実施）では前原誠司の推薦人に名を連ねた。新代表となった前原の下で「次の内閣」のネクスト防衛庁長官に抜擢されるとともに、安全保障委員会の野党側筆頭理事に就任、党内の安全保障政策の取りまとめにあたる。その後、小沢一郎の「次の内閣」でもネクスト防衛庁長官に留任した。
2006年、中央大学大学院公共政策研究科で客員教授を務める。
2009年、第45回衆議院議員総選挙に東京21区から民主党公認で立候補し、前回の選挙で敗れた自民党の小川友一を破り3選。同年9月18日、鳩山由紀夫内閣の防衛大臣政務官に就任。2010年6月8日、菅直人内閣において防衛大臣政務官に再任。同年9月、菅直人第1次改造内閣の発足に伴い、政務官を退任した後には、党の外交安全保障調査会事務局長を務めた。
2010年6月、東京都スケート連盟会長に就任。

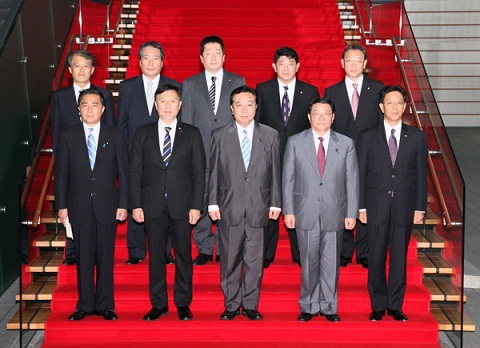
総理補佐官就任時の記念写真にて野田佳彦らと（手前左端。2011年）

2011年9月、野田内閣発足に伴い、内閣総理大臣補佐官（外交および安全保障担当）に就任。2012年10月、野田第3次改造内閣で防衛副大臣に任命された。同年12月の第46回衆議院議員総選挙では、民主党に逆風が吹き荒れる中、東京21区で4選。なおこの総選挙において、東京都の小選挙区で議席を獲得したのは民主党では長妻昭・長島の2人に留まった。選挙後、民主党国民運動委員長に就任。
2013年9月、民主党副幹事長に就任。同年9月13日、民主党東京都連会長松原仁の下で都連幹事長に就任。
2014年2月、吉良州司、北神圭朗、鷲尾英一郎らと共に「国軸の会」を結成、会長に就任する。「国軸」とは、平城京から吉野を経て熊野に至る日本列島の中心を縦断するラインのことを称する。奈良県吉野で合宿をした際に、「国に政策の軸を立てる」との意味を込めて命名されたという。同年3月5日、所属していた野田グループ・前原グループを退会していたことがわかった。
2014年12月の第47回衆議院議員総選挙では、小選挙区で敗れるも重複立候補していた比例東京ブロックで復活当選し、5選。この選挙では、小選挙区で当選した自民党の小田原潔との票差が約1,600票差であったこともあり、NHKが開票速報において小選挙区で長島が当選確実と誤って報じた。
2015年1月に行われた民主党代表選挙では、元幹事長・細野豪志の推薦人に名を連ねた。
2016年9月に行われた民進党代表選挙に自ら立候補することを検討したが、必要な20人の推薦人が確保できず、立候補を断念した。その後、立候補を表明した前原誠司の支援に回った。

#### 民進党離党
2017年4月10日、民進党が日本共産党との共闘路線を採用し、党の基本政策に影響を及ぼすことになったことは受け入れがたいとし、離党届を提出。
離党会見の中で、民進党が「党内ガバナンス」で一致結束し、「アベ政治を許さない！」と叫ばされるだけであったこと、過去に党が容認していた消費税、TPP、ACSA（物品役務相互提供協定）、秘密保護法制、安保法制、憲法改正論議、共謀罪等について、全て反対、徹底抗戦、廃案路線に変更したこと、建設的な提案もないままに「行き詰まると、院外のデモ隊の中に飛び込んで、アジる、煽る、叫ぶ」行動を求められたことなどを批判した。
これに対し、同党の野田佳彦幹事長は「東京都議選を間近に控え、選挙を取り仕切る党都連幹事長としての責務を放棄する背信行為だ」と批判し離党届を受理せず、同月11日の常任幹事会で長島を除籍（除名）処分とする方針を決定し、25日に正式に除籍処分となった。同日、民進党に所属する東京都議ら7人が、長島と行動を共にするとして離党届を提出した。

#### 希望の党時代
2017年8月25日、長島と若狭勝と松沢成文は都内で会談し、新党の結成に向けて協議した。同年9月25日、小池百合子東京都知事は会見で、新党「希望の党」を結成し、党代表に就任すると表明した。同日、希望の党は、東京都選挙管理委員会を通じて総務大臣に政党設立届を届け出た。長島を含む国会議員9人が設立メンバーとして名を連ねた。
同年10月22日の第48回衆議院議員総選挙に希望の党公認で立候補し、小田原を破り6選（小田原は比例復活）。
同年11月の希望の党共同代表選挙では、玉木雄一郎の立候補を後押しし、当選した玉木の下で政策調査会長に就任。

#### 無所属・未来日本時代
2018年4月25日、希望の党と民進党が結成する新党「国民民主党」に参加しない意向を表明し、同日、玉木代表に政策調査会長の辞表も提出した。また、松沢成文ら保守系議員が新たに「希望の党」を設立する動きを見せた際は、一旦は同調する動きを見せたが、最終的にはこちらへの参加も見送った。
同年6月1日、地域政党「未来日本」の設立を発表し、東京都選挙管理委員会に届け出た。同党は主に長島と行動を共にしている東京21区内の旧民進党系地方議員らで構成され、6月17日投開票の立川市議選に候補者を擁立した（公認3名・推薦2名（推薦候補は国民民主党公認））。投開票の結果、公認・推薦を決めた4名が当選し、公認候補1名が落選した。同年10月18日には、無所属の笠浩史と共に衆議院院内会派「未来日本」を結成した。同年末には未来日本を母体とした保守系新党の結成を模索したが、調整がつかず断念した。

#### 自由民主党時代
2018年12月、新党結成を断念した長島は、親交のある菅義偉内閣官房長官らを相手に自民党入党に向けた交渉を水面下で始めた。長島は当初次期衆院選も東京21区から出馬する意向であったが、小田原と競合することから2019年6月には萩生田光一幹事長代行に選挙区変更も受け入れる考えを伝えた。
2019年6月21日、自由民主党への入党の意向が報道され、同月26日、自由民主党幹事長の二階俊博は、長島の入党届を受理した。
同年7月2日、細野豪志（無所属）と共に自由民主党の衆議院の統一会派「自由民主党・無所属の会」に合流。従前の会派「未来日本」は同日付で解散。
同年9月、日本スケート連盟会長に就任。日本スポーツ協会理事に再任（2017年6月 – 現在）。
2020年1月、自民党から次期衆院選東京18区の公認内定を受け、東京21区内の立川市に構えていた地元事務所を府中市内に移転。住所も同市寿町1丁目に移した。7月16日、自民党の派閥である志帥会（二階派）に入会。長島は二階らを前に「感無量だ。1年生議員になったつもりで一から勉強し直したい」と述べた。
2021年9月、岸田政権発足と共に衆議院安全保障委員長に就任。2021年10月31日の第49回衆議院議員総選挙に東京18区から自民党公認で立候補。立憲民主党公認の菅直人と民主党時代の元師弟対決となった。菅は鞍替えについて「育ててもらった有権者への冒涜だ」と批判した。結果は小選挙区で菅直人に敗れるも比例東京ブロックで復活当選となり、7期目の当選を果たした。当選後、衆議院北朝鮮による拉致問題等に関する特別委員長に就任。
2022年11月、五輪汚職事件の渦中で揺れる東京五輪組織委員会元理事で元電通の高橋治之から、2017年から五輪大会のあった2021年にかけて判明分で計65万円の献金を受けていたことがわかり、全額返金したとのこと。元理事とは慶應の先輩後輩の間柄だとしている。
同年11月18日、衆議院選挙区の新しい区割りである「10増10減」の改正公職選挙法案が参議院で可決され、東京都第30区（府中市、多摩市、稲城市）が新設された。2023年3月、東京都第30選挙区支部長に就任。
2023年11月、東京都ゴルフ連盟相談役に就任。2024年3月、東京都軟式野球連盟会長に就任。

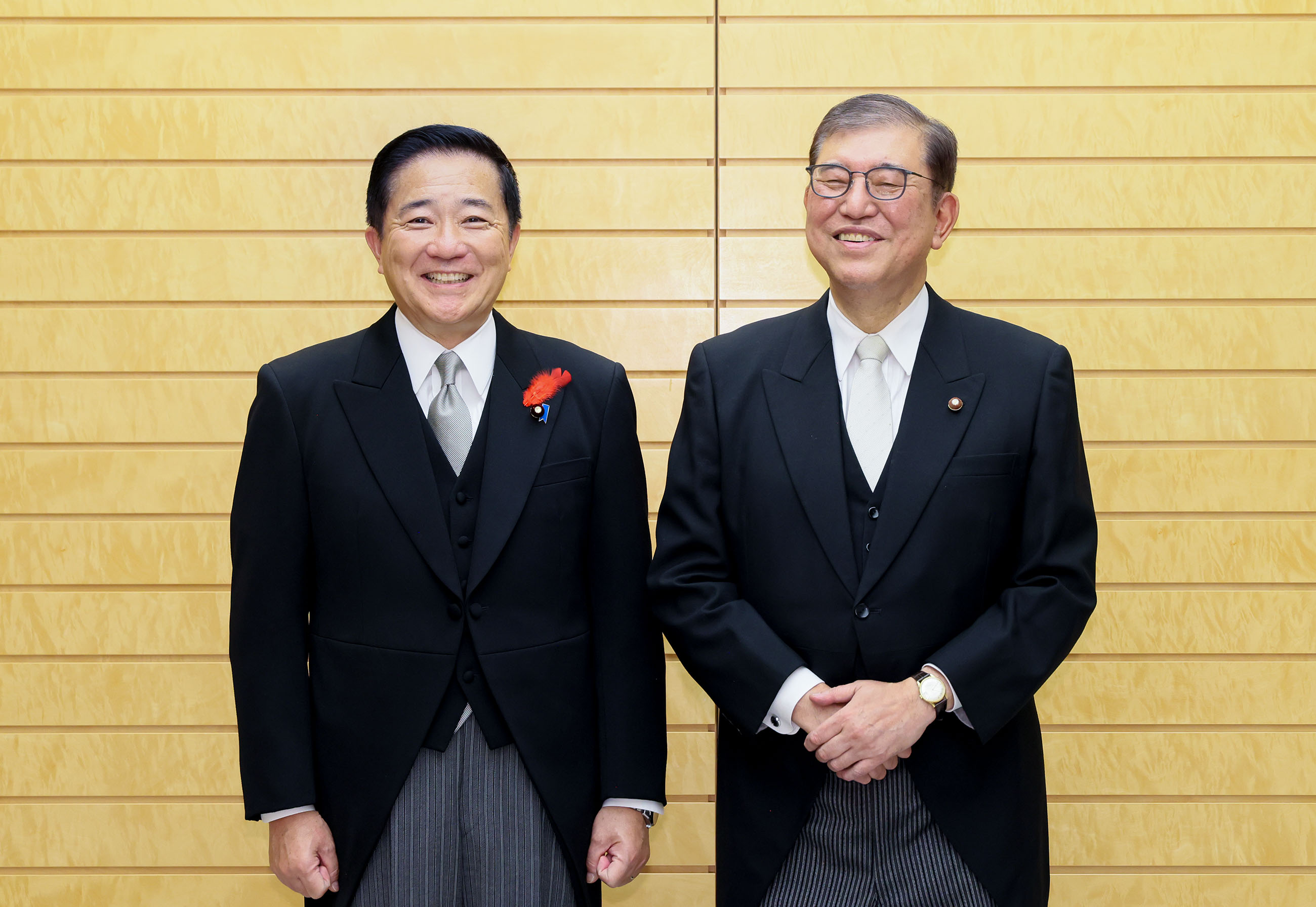
総理補佐官就任時の記念写真にて石破茂と（左。2024年）

2024年9月27日に行われた自民党総裁選挙において石破茂の推薦人に名を連ねた。
同年10月1日に発足した石破内閣において内閣総理大臣補佐官（国家安全保障に関する重要政策及び核軍縮・不拡散問題担当）に起用された。
同年10月27日に行われた衆院選の東京30区には、長島、立憲民主党新人の五十嵐衣里、日本共産党の早川寛、参政党の武田祐一郎ら計5人が立候補した。小選挙区では五十嵐が長島を下し初当選した。自民党は比例東京ブロックで5議席を獲得。重複立候補した長島は5番目の惜敗率（93.532％）により8期目の当選を果たした。
同年11月15日、自由民主党組織運動本部長代理に就任。

## 政策・主張

### 憲法
- 憲法改正について、2017年、2021年、2024年のアンケートで「賛成」と回答[64][65][66]。
- 改正すべき項目として「自衛隊の保持を明記する」「集団的自衛権の保持を明記する」「教育の充実に向けた環境整備を行う旨を明記する」「地方公共団体の権限強化を明記する」「憲法裁判所を設置する」「緊急事態に関する条項を新設する」と主張。
- 日本の核武装について検討すべきでないとしている[67]。
- 「他国からの攻撃が予想される場合には敵基地攻撃もためらうべきではない」との問題提起に対し、「どちらかといえば賛成」と回答[65]。
- 憲法9条への自衛隊の明記について、2021年、2024年のNHKのアンケートで「賛成」と回答[68]。
- 安全保障関連法の成立について、2017年のアンケートで「どちらかといえば評価する」と回答[64]。
- 集団的自衛権の行使を禁じた政府の憲法解釈を見直すことに賛成しており[67]、前原誠司が主宰する防衛研究会に参加した[69][70]。

### 経済
- 2016年に発足した超党派「子どもの貧困対策推進議員連盟」の呼びかけ人となり、発足後は幹事長に就任した[71]。
- 「消費税0％の検討」を掲げた『国民を守るための「真水100兆円」令和2年度第2次補正予算に向けた提言』に賛同している[72]。

### ジェンダー
- 選択的夫婦別姓制度の導入についての各メディアのアンケートの結果は以下のとおり。
  - 2014年 - 朝日新聞社には「反対」と回答[73]。
  - 2017年 - 朝日新聞社には「賛成」と回答[64]。
  - 2021年 - 朝日新聞社には「どちらかといえば賛成」と回答[65]。
  - 2024年 - NHKには「反対」と回答[66]。

- 同性婚を可能とする法改正についての各メディアのアンケートの結果は以下のとおり。
  - 2017年 - 朝日新聞社には「どちらともいえない」と回答[64]。
  - 2021年 - NHKには「反対」と回答[68]。
  - 2024年 - NHKには「反対」と回答[66]。
- 「LGBTなど性的少数者をめぐる理解増進法案を早期に成立させるべきか」との問題提起に対し、2021年の朝日新聞社のアンケートで「どちらかといえば反対」と回答[65]。
- クオータ制の導入について、2021年のNHKのアンケートで「どちらかといえば反対」と回答[68]。2024年のNHKのアンケートで「賛成」と回答[66]。

### 原子力発電
- 原子力規制委員会の新基準を満たした原発は再開すべきとしている[67]。
- 「原子力発電への依存度について今後どうするべきか」との問題提起に対し、「高めるべき」と回答[68]。
- 2011年、菅直人首相による玄海原子力発電所再稼動によって混乱がもたらされたことに反発し、吉良州司ら党内保守派の中堅・若手議員11人とともに「国益を考える会」を結成。同年7月13日に吉良らと共に、仙谷由人内閣官房副長官に対し菅直人内閣の即時退陣及び安全性が確認された検査済みの原発の早期再稼動を求める文書「菅総理の即時退陣を求めるの議」を提出した[74][75]。後に、野田政権時の「2030年代原発ゼロ」閣議決定を支持していると語っている[76]。

### その他
- 女性宮家の創設に反対[67]。
- 日本のTPP参加に賛成[67]。
- アベノミクスについて、2017年のアンケートで「どちらかと言えば評価しない」と回答[64]。
- 安倍内閣による森友学園問題・加計学園問題への対応について、2017年のアンケートで「評価しない」と回答[64]。
- 村山談話及び河野談話の見直しはすべきではないとしている[77]。
- 特定秘密保護法が必要であるとしている[77]が、2013年11月に自民党他から提出された特定秘密保護法案には「秘密指定の曖昧さ」や「第三者機関の設置」、「国会の関与」など法案に不備が多くあることを理由に反対討論を衆議院本会議で行ったと述べている[78]。
- 永住外国人への地方選挙権付与にどちらかと言えば反対[79]。
- 2010年9月27日、民主党国会議員有志とともに、沖縄県尖閣諸島沖漁船衝突事案への菅直人内閣の対応を批判する内容の「建白書」を当時の仙谷由人内閣官房長官へ手渡した[80]。
- 自由で開かれたインド太平洋戦略を支持し、中華人民共和国に関して、ウィグルや2019年-2020年香港民主化デモなどに触れながら、「今日の香港は明日の台湾、そして明後日の日本」であると主張した[81]。
- 第46回衆議院議員総選挙（2012年）後の政権は、民主党と自由民主党による大連立が望ましいとしていた[67]。日本共産党・社会民主党との野党共闘には反対する。2015年に共産党が安保法制廃止を目指して提案した「国民連合政府」構想については、「うちにプラスになりません。利用されるだけじゃないですか」と岡田克也代表に述べ反対した[82]。
- 受動喫煙防止を目的に飲食店等の建物内を原則禁煙とする健康増進法改正に賛成[83]。
- 2021年、武蔵野市の松下玲子市長が外国人に投票権を認める条例案を市議会に提出。青山繁晴参議院議員とともに条例に反対する街頭演説を行った[84]。

## 人物

### 旧統一教会との関係
- ジャーナリストの鈴木エイトが作成した「旧統一教会関連団体と関係があった現職国会議員168人」によれば、旧統一教会関連団体との関係について、2011年に教団系の『ワシントン・タイムズ』に全面意見広告を掲載していた[85]。

- 2017年11月28日、政治評論家で元衆議院議員の長野祐也の編著『政界キーパーソンに聞くPART17』『医療界キーパーソンに聞くPART4』（共に統一教会関連団体の世界日報社刊）の出版を祝う会が都内で開かれ、自民党の高村正彦、石破茂、加藤勝信、塩崎恭久、田村憲久、立憲民主党の福山哲郎、希望の党の玉木雄一郎、長島昭久、細野豪志、読売新聞の橋本五郎特別編集委員らが激励のあいさつをした[86]。発起人代表として木下義昭・世界日報社会長が冒頭のあいさつを行った[86]。

### その他
- 座右の銘は「命もいらず、名もいらず、官位も金も望まぬ者ほど御し難きものはなし。しかれども、この御し難き者にあらざれば、国家の大業を計るべからず」（西郷南洲遺訓）[87]。
- 下村博文は、長島を民進党（民主党）の中でも保守的な立場の人物に位置付けた[88]。長島自身も"保守政治家"を自認している[22]。
- 尊敬する人物は小泉信三であり、小泉の「真の保守」は、対立点について粘り強く説得に努め、この国に「秩序ある進歩」であるという言葉を大事にしいる。そのため足して二で割るのではなく中庸を保つ必要があると述べている[22]。
- 家族は妻、二人の娘がいる。血液型はA型[7]。アメリカ留学時代は夫婦で一緒に子育てをしていたが、日本に戻り選挙に立候補してからは家族の時間がほとんどなかったと語っている[89]。
- 大学時代は、慶應義塾大学応援指導部のリーダー長として早慶戦の大応援団を指揮したと述べている[7][90]。
- 2016年7月の東京都知事選で、民進党都連は長島を軸に候補選考を進めてきたが、長島が野党4党共闘の枠組みでの立候補に否定的なことから、候補から外れた[91]。
- 民進党代表選挙での蓮舫の「二重国籍」問題に関して有志の議員20名と共に、蓮舫自らが問題の説明をする機会を求めた要請書を党執行部に提出した[92]。
- 立憲民主党政調会長の長妻昭とは、慶應大学時代の同級生であり語学の授業での席が隣同士で親しくなったと長妻の著作『招かれざる大臣』で紹介されている。

## 不祥事
2020年10月に日本学術会議会員の任命問題が話題になった際、平井文夫の「学術会議で6年働けば、日本学士院で死ぬまで年金250万円」との発言を引用してSNSで発信した。しかし、学術会議と学士院は別組織であり、学士院への昇格制度はなく、デマであった。後に、発言を撤回した。

## 選挙歴
| 当落 | 選挙                     | 執行日         | 年齢 | 選挙区       | 政党       | 得票数     | 得票率 | 定数 | 得票順位 /候補者数 | 政党内比例順位 /政党当選者数 |
| ---- | ------------------------ | -------------- | ---- | ------------ | ---------- | ---------- | ------ | ---- | ------------------ | ---------------------------- |
| 落   | 第42回衆議院議員補欠選挙 | 2000年10月22日 | 38   | 東京都第21区 | 民主党     | 2万5843票  | 18.54% | 1    | 3/4                | /                            |
| 当   | 第43回衆議院議員総選挙   | 2003年11月09日 | 41   | 東京都第21区 | 民主党     | 8万1398票  | 39.19% | 1    | 1/4                | /                            |
| 比当 | 第44回衆議院議員総選挙   | 2005年09月11日 | 43   | 東京都第21区 | 民主党     | 9万8749票  | 41.62% | 1    | 2/4                | 4/6                          |
| 当   | 第45回衆議院議員総選挙   | 2009年08月30日 | 47   | 東京都第21区 | 民主党     | 14万2418票 | 57.62% | 1    | 1/4                | /                            |
| 当   | 第46回衆議院議員総選挙   | 2012年12月16日 | 50   | 東京都第21区 | 民主党     | 8万2831票  | 36.45% | 1    | 1/6                | /                            |
| 比当 | 第47回衆議院議員総選挙   | 2014年12月14日 | 52   | 東京都第21区 | 民主党     | 8万2351票  | 40.78% | 1    | 2/3                | 1/3                          |
| 当   | 第48回衆議院議員総選挙   | 2017年10月22日 | 55   | 東京都第21区 | 希望の党   | 9万2356票  | 40.97% | 1    | 1/4                | /                            |
| 比当 | 第49回衆議院議員総選挙   | 2021年10月31日 | 59   | 東京都第18区 | 自由民主党 | 11万5881票 | 44.72% | 1    | 2/3                | 5/6                          |
| 比当 | 第50回衆議院議員総選挙   | 2024年10月27日 | 62   | 東京都第30区 | 自由民主党 | 9万1798票  | 39.26% | 1    | 2/5                | 5/5                          |

## 役職

### 衆議院
- 安全保障委員会筆頭理事（2005年9月 – 2006年9月）[94]
- 外務委員会筆頭理事（2010年9月 – 2011年9月、2019年10月 – 2021年10月）
- 文部科学委員会筆頭理事（2016年9月 – 2017年4月）
- 安全保障委員会委員長（2021年10月）[95]
- 北朝鮮による拉致問題等に関する特別委員会委員長（2021年11月 -2022年10月 ）[96]
- 東日本大震災復興特別委員会委員長（2022年10月-2023年10月）

### 所属団体・議員連盟
- 在宅医療推進議員連盟（副会長）
- 子どもの貧困対策推進議員連盟（呼びかけ人・幹事長）[71]
- 児童の養護と子どもの未来を考える議員連盟（会長）[97]
- 日本スケート連盟（会長）[98]
- 天皇陛下御即位二十年奉祝国会議員連盟（事務局次長）
- 永住外国人の地方参政権を慎重に考える勉強会
- 日米議員連盟（事務局次長）[99]
- 日韓議員連盟（幹事長）[100]
- 日本の尊厳と国益を護る会[101]
- 朝鮮通信使交流議員の会[102]
- 日華議員懇談会（副会長）[103]
- 日本会議国会議員懇談会（2015年、日本会議を退会したことを明らかにした[104]）
- 日本クルド友好議員連盟（副会長）[105]
- 対中政策に関する国会議員連盟
- 日本ルーマニア友好議員連盟（副会長）
- 人権外交を超党派で考える議員連盟（会長代行）[106]
- 日本スポーツ協会（参与）
- 東京都軟式野球連盟（会長）
- 東京都ゴルフ連盟（相談役）

## 著書
- 『日米同盟の新しい設計図 変貌するアジアの米軍を見据えて』（政策研究シリーズ） 日本評論社 2002年3月 199p ISBN 4-535-58320-X[107]
  - 第2版 2004年11月 199p ISBN 4-535-58419-2
- 『国防の論点』（共著：森本敏、石破茂）PHP研究所 2007年3月 195p ISBN 4-569-65955-1
- 『「活米」という流儀 外交と安全保障のリアリズム』 講談社 2013年10月244p ISBN 978-4-06-218567-7
- 『覚悟 さらば民進党、真の保守を目指すために』ワニブックス 2017年7月 207pISBN 978-4-8470-9581-8[108]